# Келларі (Пенсільванія)
Келларі (англ. Callery) — місто (англ. borough) в США, в окрузі Батлер штату Пенсільванія. Населення — 364 особи (2020).

## Географія
Келларі розташоване за координатами 40°44′22″ пн. ш. 80°2′17″ зх. д. / 40.73944° пн. ш. 80.03806° зх. д. (40.739383, -80.037966).  За даними Бюро перепису населення США в 2010 році місто мало площу 1,39 км², уся площа — суходіл.

## Демографія
Згідно з переписом 2010 року, у селищі мешкали 394 особи в 153 домогосподарствах у складі 111 родини. Густота населення становила 284 особи/км².  Було 161 помешкання (116/км²).
Расовий склад населення:
| - 96,4 % — білих - 0,5 % — азіатів |

До двох чи більше рас належало 2,8 %. Частка іспаномовних становила 0,5 % від усіх жителів.
За віковим діапазоном населення розподілялося таким чином: 23,4 % — особи молодші 18 років, 64,2 % — особи у віці 18—64 років, 12,4 % — особи у віці 65 років та старші. Медіана віку мешканця становила 38,7 року. На 100 осіб жіночої статі у селищі припадало 111,8 чоловіків;  на 100 жінок у віці від 18 років та старших — 105,4 чоловіків також старших 18 років.
Середній дохід на одне домашнє господарство  становив 69 127 доларів США (медіана — 62 250), а середній дохід на одну сім'ю — 81 001 долар (медіана — 75 417). Медіана доходів становила 42 917 доларів для чоловіків та 36 458 доларів для жінок. За межею бідності перебувало 6,1 % осіб, у тому числі 7,5 % дітей у віці до 18 років та 3,2 % осіб у віці 65 років та старших.
Цивільне працевлаштоване населення становило 242 особи. Основні галузі зайнятості: освіта, охорона здоров'я та соціальна допомога — 23,6 %, роздрібна торгівля — 18,2 %, будівництво — 12,8 %, виробництво — 12,0 %.